# Bombaystål
Bombaystål, hårt stål i fyrkantdimensioner, försett med tvärgående upphöjningar, som förpackat i lådor exporterades till Östasien för allehanda smides- och stålningsbehov.